# Volkswagen Derby

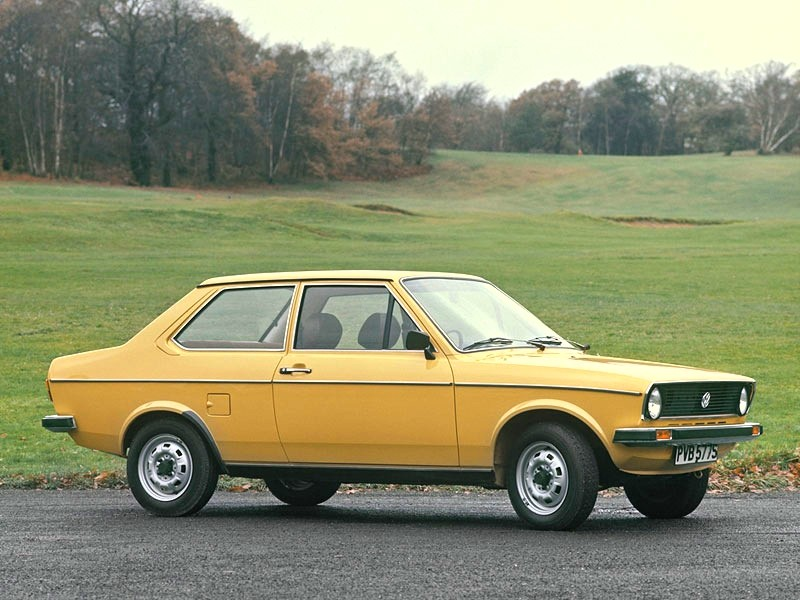
VW Derby

Volkswagen Derby är en bilmodell baserad på Volkswagen Polo. Ursprungligen var bilen en modell tillverkad av Audi med modellnamn Audi 50.
Segment: A0
Modellen presenterades i januari 1977, och tillverkades under perioden 1977–1985. Under perioden augusti 1974 till och med juli 1978 såldes bilen även under namnet Audi 50. Efter 1984 såldes den på vissa marknader under namnet Volkswagen Polo Classic. Namnet Derby kom tillbaka i Sydamerika under 1990-talet men var då en modifierad version av Seat Cordoba.